# San Pablo (Új-Mexikó)
San Pablo statisztikai település az Amerikai Egyesült Államok Új-Mexikó államában, Doña Ana megyében. Lakosainak száma 858 fő (2020. április 1.).

## Népesség
A település népességének változása:

| 2010 | 806 |
| 2020 | 858 |